# Kloeckera apiculata
Kloeckera apiculata és un llevat que ha estat àmpliament estudiat per les seves implicacions, especialment relacionats amb l'enologia i la microbiologia del vi, ja que està present en la pell del raïm de manera natural i és un important contribuent a la fermentació de most de raïm espontània,és a dir fermentat sense inocular llevat extern.
Té un baix rendiment de fermentació (% de glucosa fermentada amb relació a l'etanol) i poca tolerància a l'etanol (a nivells del 4% d'alcohol Klockera apiculata col·lapse). S'aprecia en el vi algunes característiques fisiològiques com la producció d'àcid acètic. Per aquestes raons, es prefereix normalment bloquejar l'acció de Kloeckera apiculata per sulfuració, seguit der la inoculació amb un llevat de millors característiques tecnològiques com ara Saccharomyces cerevisiae.